# Első zrínyiújvári csata
Az első zrínyiújvári csata 1663. augusztus 13-án történt Zrínyiújvár mellett. A törökök egyik hada megtámadta a várat, de Zrínyi Miklós közelben lévő, viszonylag kisebb,  horvát és magyar katonákból álló serege érzékeny vereséget mért a támadókra, és Kanizsáig kergette őket. Ezalatt északon, Nyitrán a török fősereg Érsekújvárt kezdte ostromolni.

Zrínyi még ez év télelőjén egy sokkal nagyobb török sereget vert le Zrínyiújvár mellett.